# Miquel Sarrovira i Pla
Miquel Sarrovira i Pla, també escrit en català antic Miquel Çarovira, (Barcelona, ca. 1514 - Barcelona, 23 de juliol de 1604) fou un jurista català.
L'any 1585 compilà i publicà una obra relacionada amb el cerimonial de corts, per ordre de les Corts de Montsó-Binèfar, que se celebraren aquell mateix any sota la presidència de Felip I d'Aragó. L'any 1701 fou reimpresa per deliberació dels braços de les corts.